# Yoshio Inaba
Yoshio Inaba (稲葉 義男 Inaba Yoshio?, n. 15 iulie 1920, Narita, Japonia – d. 20 aprilie 1998, Suginami, Tōkyō, Japonia) a fost un actor japonez de teatru și film, cunoscut pentru interpretarea samuraiului Gorōbei Katayama în filmul Cei șapte samurai (1954) al lui Akira Kurosawa.

## Biografie
A avut o bogată carieră de actor de teatru și a fost membru al prestigioasei Companii Teatrale Haiyuza. Avea puțină experiență în fața camerei de filmat atunci când cineastul Akira Kurosawa l-a ales să joace rolul înțeleptului samurai Gorōbei Katayama în filmul Cei șapte samurai (1954). Regizorul avea nevoie de un actor matur și supus, iar Inaba îndeplinea aceste cerințe. Cu toate acestea, actorul a fost timorat atât de interpretarea în fața camerei, cât și de tonul răstit cu care Kurosawa se adresa interpreților. În timpul filmărilor scenelor de interior pe platourile studioului Toho, Inaba era panicat și palid, iar regizorul l-a pus să alerge în jurul platoului pentru a-și mai veni în fire și apoi, pentru că actorul era în continuare speriat, i-a cerut să cânte cântecul mineresc „Tango-bushi” pentru a-și elibera tensiunea. Inaba nu a reușit să-și vindece tracul în fața camerei de filmat, iar rolul său din Cei șapte samurai a fost singurul rol substanțial din întreaga carieră.
Deși a mai jucat în filme (inclusiv un mic rol în Tronul însângerat (1957) al lui Kurosawa), Yoshio Inaba a fost singurul din interpreții celor șapte samurai care a avut o carieră nesemnificativă ca actor de film. Mai târziu, Seiji Miyaguchi, Yoshio Inaba și Toshirō Mifune au fost reuniți în filmul american de acțiune The Challenge (1982), regizat de John Frankenheimer. Cei trei interpreți ai samurailor (Mifune, Inaba și Miyaguchi) apăreau în același cadru, dar Mifune era singurul care avea un rol consistent, ceilalți doi având roluri mai mult de figuranți. La acea vreme, Inaba și Miyaguchi aveau puține oferte de a apărea în filme.
Yoshio Inaba a apărut în peste 80 de filme între 1951 și 1989. El a murit în urma unui infarct miocardic la vârsta de 77 de ani.

## Filmografie

### Filme de cinema
- 1951: Umi no hanabi
- 1951: Nuages épars (わかれ雲, Wakare-gumo), regizat de Heinosuke Gosho
- 1954: Horafuki tanji - prizonierul evadat Iwagorô
- 1954: Cei șapte samurai (七人の侍, Shichinin no samurai), regizat de Akira Kurosawa - samuraiul Gorōbei Katayama[7]
- 1955: L'Espion de Tokyo (Verrat an Deutschland), regizat de Veit Harlan - Mijagi
- 1955: Duel à Ichijoji (続宮本武蔵 一乗寺の決闘, Zoku Miyamoto Musashi: Ichijōji no kettō), regizat de Hiroshi Inagaki
- 1955: Uruwashiki haha - Shigematsu
- 1956: Arashi (嵐), regizat de Hiroshi Inagaki - detectivul poliției politice
- 1956: Mitsu-kubi-tou - Shôshichi Kitô
- 1956: Shujinsen (囚人船), regizat de Hiroshi Inagaki
- 1957: Histoire d'un amour pur (純愛物語, Jun'ai monogatari), regizat de Tadashi Imai - doctorul de la Spitalul Nisseki
- 1957: Tronul însângerat (蜘蛛巣城, Kumonosu jo), regizat de Akira Kurosawa - al treilea comandant militar[8]
- 1957: Yagyû bugeichô
- 1958: Omul cu ricșa (無法松の一生 Muhomatsu no issho?), regizat de Hiroshi Inagaki - polițistul[9][10]
- 1959: Feux dans la plaine (野火, Nobi), regizat de Kon Ichikawa
- 1959: Le Chant du chariot (荷車の歌, Niguruma no uta), regizat de Satsuo Yamamoto - Fujitaro
- 1960: Fujimi no otoko
- 1960: Haru no yume - Yamada
- 1961: Gokai senryo yari - Shibata
- 1961: Kuroi kizu ato no burûsu - Kimura
- 1961: Kutsukake Tokijirô - Shôten
- 1961: Matsukawa-Jiken
- 1962: Harakiri (切腹, Seppuku), regizat de Masaki Kobayashi - Jinai Chijiiwa
- 1962: Otoko to otoko no ikiru machi - Shizuo Iwasaki
- 1962: Tuer (斬る, Kiru), regizat de Hideo Gosha - Giichirô Ikebe
- 1962: Woman of Design - Yasuda
- 1962: Zoku rokunin shimai
- 1963: Yôsô
- 1964: Kôge - Nibu : Mitsumata no shô
- 1964: La Ballade de Kyoshiro Nemuri - negustorul Bizen-ya
- 1964: Le Sabre (剣, Ken), regizat de Kenji Misumi - Seiichiro Kokubun
- 1964: Shikonmado - Dai tatsumaki - ronin (necreditat)
- 1964: Le Grand Attentat (大殺陣', Dai satsujin), regizat de Eiichi Kudō
- 1965: Beast Alley
- 1965: Samouraï (侍, Samurai), regizat de Kihachi Okamoto - Keijiro Sumita[11]
- 1965: Sleepy Eyes of Death : Sword of Satan - Mizuno
- 1965: Taiheiyô kiseki no sakusen : Kisuka - Tamai[12]
- 1965: The Guardman : Tokyo yôjimbô - Yoshida
- 1966: Délit de fuite (ひき逃げ, Hikinige), regizat de Mikio Naruse
- 1966: Le Sang du damné (五匹の紳士, Gohiki no shinshi), regizat de Hideo Gosha
- 1966: Ichiman sanzennin
- 1966: L'Étranger à l'intérieur d'une femme (女の中にいる他人, Onna no naka ni iru tanin), regizat de Mikio Naruse
- 1966: The Guardman : Tokyo Ninja Butai - Yoshida
- 1967: Chichi to ko : Zoku Na mo naku mazushiku utsukushiku
- 1967: Rikugun Nakano gakko : Ryu-sango shirei
- 1967: Sleepy Eyes of Death : A Trail of Traps
- 1968: Rengô kantai shirei chôkan : Yamamoto Isoroku - șeful de stat major Ugaki[13]
- 1969: Battle of the Japan Sea - șeful de stat major Shimamura[14]
- 1970: The Shadow Within
- 1970: Wakamono no hata
- 1971: Silence (沈黙, Chinmoku), regizat de Masahiro Shinoda
- 1971: Stray Cat Rock : Beat '71 - Yoshitarô Araki
- 1973: Long Journey Into Love
- 1973: Yajû gari - Onimaru
- 1974: Les Fossiles (化石, Kaseki), regizat de Masaki Kobayashi
- 1974: Love is in the Green Wind
- 1974: Castelul de nisip (砂の器, Suna no utsuwa), regizat de Yoshitarō Nomura - funcționarul șef
- 1974: Une famille splendide (華麗なる一族, Karei naru ichizoku), regizat de Satsuo Yamamoto - proprietarul fabricii Ichinose
- 1975: Shôwa karesusuki
- 1977: L'Île de la prison (獄門島, Gokumon-to), regizat de Kon Ichikawa - primarul satului, Makihei Araki
- 1977: Village of Eight Gravestones - Ochimusha
- 1978: Burû Kurisumasu
- 1978: Kumokiri Nizaemon - Seizô
- 1978: Mitsuyaku : Gaimushô kimitsu rôei jiken - Nakada
- 1978: Nihon no don : kanketsuhen - Satomi
- 1980: 203 kochi
- 1981: Nihon no atsui hibi bôsatsu: Shimoyama jiken, regizat de Kei Kumai - Horii
- 1982: Matagi (マタギ), regizat de Toshio Gotō - Kokichi Suzuki
- 1982: À armes égales (The Challenge), regizat de John Frankenheimer - instructor[15]
- 1983: Battle Anthem - Kamimura
- 1983: Shōsetsu Yoshida gakkō
- 1983: Keiji monogatari 2 - Ringo no uta - Kenzo Tashiro
- 1983: Yohkiroh, le Royaume des geishas (陽暉楼, Yôkirô), regizat de Hideo Gosha
- 1984: Kita no hotaru - Bessho

### Seriale TV
- 1965: The Guard-man
- 1973: Ôedo sôsamô
- 1974-1978: Zatôichi monogatari
- 1975: Hissatsu shiokiya kagyô - Sôemon Miharaya

## Legături externe
- Yoshio Inaba la Internet Movie Database
- Yoshio Inaba pe Japanese Movie Database